# شیرینی نارگیلی

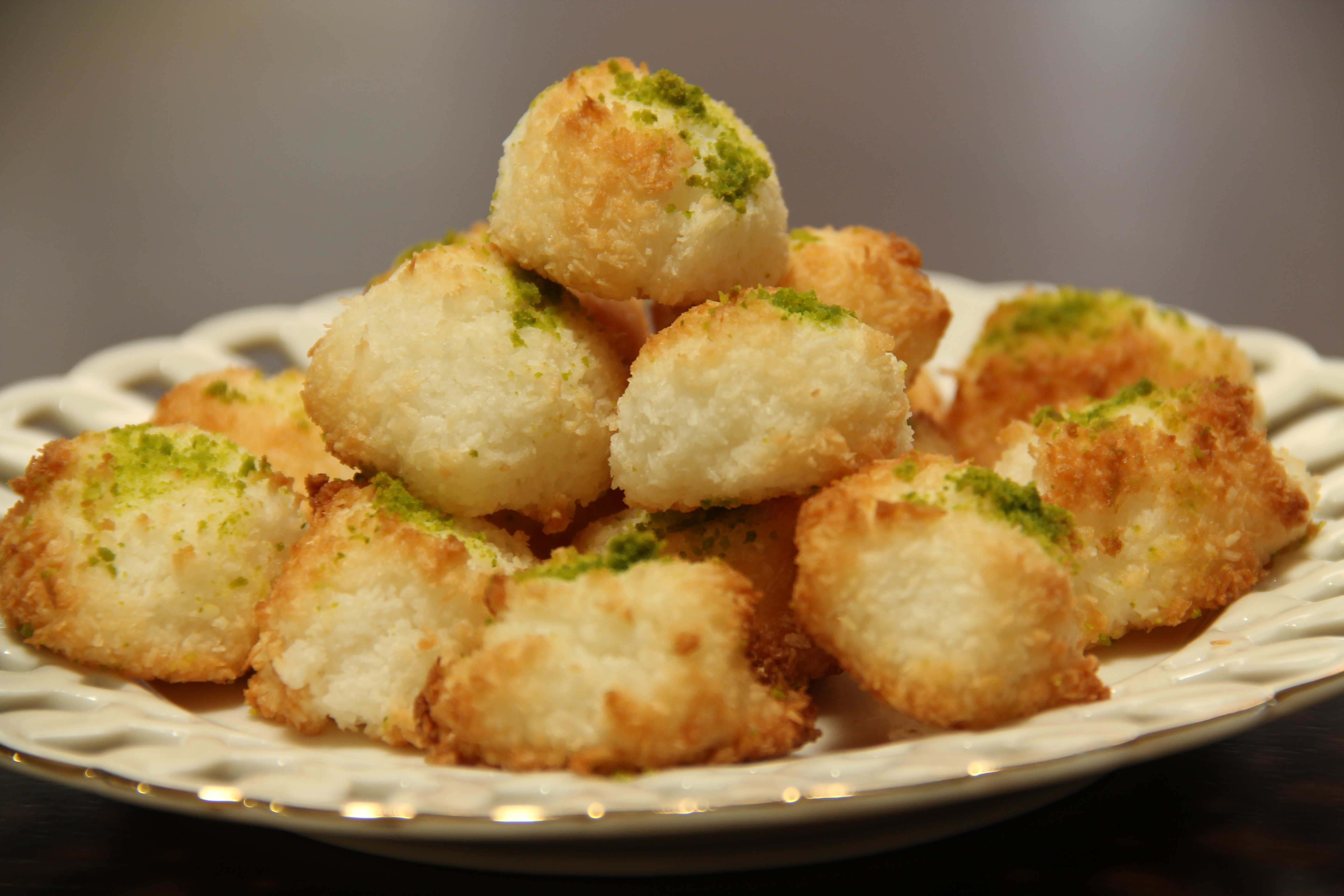

شیرینی نارگیلی یا نان نارگیلی یکی از انواع شیرینی‌های سنتی ایرانی است. در این نوع شیرینی نارگیل، پودر شکر و سفیده تخم مرغ بکار می‌رود. نوع خانگی این شیرینی تنها از سه ماده نامبرده تشکیل شده و فاقد روغن است اما نوع بازاری شیرینی نارگیلی حاوی روغن است.
شیرینی نارگیلی از سوغات شهر یزد است.